# Benjamín Galindo
Benjamín Galindo Marentes (Tierra Blanca, Zacatecas, 11 de dezembro de 1960) é um ex-futebolista e treinador de futebol mexicano.
Apelidado de "El Maestro", jogou por catorze anos na Seleção Mexicana de Futebol (1983-1997),[carece de fontes?] mas disputou apenas uma Copa, a de 1994, já aos 33 anos de idade, uma vez que ele não fora convocado para a Copa de 1986 e El Tri esteve suspensa de competições internacionais em 1990.
Em clubes, Galindo se destacou no Tampico Madero, seu primeiro time (205 partidas, de 1979 a 1986) e no Chivas (271 partidas entre 1986 e 1994). Encerrou a carreira no mesmo Chivas, em 2001, aos 40 anos.
Seu primeiro clube na função de treinador seria novamente o Chivas, que ficou sob comando de Galindo entre 2004 e 2005. Treinou também o Santos Laguna e o Cruz Azul, este último até 2009.